# A legértékesebb játékos
A legértékesebb játékos (eredeti cím: Running Point) 2025-től vetített amerikai sport vígjátéksorozat, amelyet Elaine Ko, Mindy Kaling, Ike Barinholtz és David Stassen alkotott. A főbb szerepekben Kate Hudson, Drew Tarver, Scott MacArthur, Brenda Song és Fabrizio Guido látható.
Az Amerikai Egyesült Államokban és Magyarországon 2025. február 27-án mutatta be a Netflix.
2025 márciusában berendelték a második évadot.

## Ismertető
Isla Gordon, a megjavult bulikirálynő, élete lehetőségét kapja meg, amikor rábízzák családja profi kosárlabdacsapatának irányítását. Ám hamarosan ráébred, hogy egy csapat vezetése számos kihívást és meglepetést tartogat, nemcsak a pályán, hanem azon kívül is.

## Szereplők

### Főszereplők
| Szereplők                | Színész         | Magyar hang        | Leírás                                                                                            |
| ------------------------ | --------------- | ------------------ | ------------------------------------------------------------------------------------------------- |
| Isla Gordon              | Kate Hudson     | Bertalan Ágnes     | A Los Angeles Waves korábbi jótékonysági programkoordinátora, aki nemrégiben a csapat elnöke lett |
| Alexander "Sandy" Gordon | Drew Tarver     | Rada Bálint        | Isla fiatalabb féltestvére, aki a Waves pénzügyi igazgatója.                                      |
| Ness Gordon              | Scott MacArthur | Hamvas Dániel      | Isla idősebb bátyja, aki a Waves általános igazgatója.                                            |
| Ali Lee                  | Brenda Song     | Bogdányi Titanilla | Isla legjobb barátja és a Waves kabinetfőnöke.                                                    |
| Jackie Moreno            | Fabrizio Guido  | Bergendi Áron      | A Gordon testvérek által nemrég felfedezett fiatalabb féltestvér.                                 |
| Travis Bugg              | Chet Hanks      | Gacsal Ádám        | A Waves problémás irányítója.                                                                     |
| Marcus Winfield          | Toby Sandeman   | L. Nagy Attila     | A Waves régóta meghatározó sztárjátékosa..                                                        |

### Mellékszereplők
| Szereplők       | Színész         | Magyar hang            | Leírás |
| --------------- | --------------- | ---------------------- | --- |
| Jay Brown       | Jay Ellis       | Magyar Bálint          | A Waves vezetőedzője. |
| Badrag Knauss   | Dane DiLiegro   | Kádár-Szabó Bence      | A Waves szlovén játékosa.                                                                                                 |
| Sean Murphy     | Jon Glaser      | Horváth-Töreki Gergely | Népszerű sportpodcaster                                                                                                   |
| Dyson Gibbs     | Uche Agada      | Baráth István          | A Waves újonc játékosa, akit a fejlesztőligából választották.                                                             |
| Stephen Ramirez | Roberto Sanchez | Fehérváry Márton       | A Waves igazgatótanácsának elnöke.                                                                                        |
| Cam Gordon      | Justin Theroux  | Zöld Csaba             | Isla legidősebb testvére, aki nemrég ideiglenesen visszalépett a Waves elnöki posztjáról, és Isle-t nevezte ki utódjának. |
| Lev Levenson    | Max Greenfield  | Crespo Rodrigo         | Isla vőlegénye, aki gyermekorvos.                                                                                         |
| Charlie         | Scott Evans     | Bozsó Péter            | Sandy pasija, aki kutyakozmetikus.                                                                                        |

### Magyar változat
- Magyar szöveg: Halász Blanka
- Hangmérnök: Horváth Bence
- Vágó: Simkóné Varga Erzsébet
- Gyártásvezető: Hódos Edina
- Szinkronrendező: Szalay Éva
- Produkciós vezető: Hagen Péter

A szinkront a Mafilm Audio Kft. készítette.

## Epizódok
| Sor. | Év. | Cím                                        | Rendező        | Író                                                      | Premier           |
| ---- | --- | ------------------------------------------ | -------------- | -------------------------------------------------------- | ----------------- |
| 1.   | 1.  | Bevezető (Pilot)                           | James Ponsoldt | Elaine Ko, Mindy Kaling, Ike Barinholtz és David Stassen | 2025. február 27. |
| 2.   | 2.  | Joe Pesci (Joe Pesci)                      | James Ponsoldt | Mindy Kaling                                             | 2025. február 27. |
| 3.   | 3.  | A Travis Bugg-ügy (The Travis Bugg Affair) | Michael Weaver | Ike Barinholtz és David Stassen                          | 2025. február 27. |
| 4.   | 4.  | Doljanchi (Doljanchi)                      | Michael Weaver | Grace Edwards                                            | 2025. február 27. |
| 5.   | 5.  | Básert (Beshert)                           | Thembi Banks   | Joe Mande                                                | 2025. február 27. |
| 6.   | 6.  | A lámpaláz (The Yips)                      | Thembi Banks   | Akshara Sekar                                            | 2025. február 27. |
| 7.   | 7.  | Női összetartás (A Special Place in Hell)  | Michael Weaver | Brandon Childs                                           | 2025. február 27. |
| 8.   | 8.  | A széria (The Streak)                      | Michael Weaver | Michael Rodriguez                                        | 2025. február 27. |
| 9.   | 9.  | A rájátszás (The Playoffs)                 | David Stassen  | Michael Chung és Bronson Diallo                          | 2025. február 27. |
| 10.  | 10. | Hetedik meccs (Game Seven)                 | David Stassen  | Mindy Kaling, Ike Barinholtz és David Stassen            | 2025. február 27. |

## A sorozat készítése
2021 júniusában bejelentették, hogy a Netflix azonnali sorozatmegrendelést adott egy cím nélküli, a Los Angeles Lakers kosárlabdacsapat témájára épülő vígjátéksorozatra, amelyet Mindy Kaling alkotott meg. A Lakers többségi tulajdonosa és elnöke, Jeanie Buss, Kalinggel közösen lesz a sorozat társigazgató producere. Eredetileg Elaine Ko lett volna a sorozat írója, vezető producere és showrunnere.
2024 januárjában arról számoltak be, hogy a sorozat új kreatív csapatot kapott: Ko kiszállt a projektből, és Kaling most Ike Barinholtz-sal és David Stassennel közösen írja sorozatot. Stassen lesz a sorozat showrunnere is. 2024 májusában a cím nélküli sorozat megkapta a A legértékesebb játékos címet. A sorozat vezető producerei Mindy Kaling, Ike Barinholtz, David Stassen, Jeanie Buss, Linda Rambis, Howard Klein és Kate Hudson, producere pedig Jordan Rambis. A sorozatot Kaling Kaling International nevű cége, a 3 Arts Entertainment és a Warner Bros. Television Studios készíti.

### Forgatás
A sorozat forgatása 2024 februárjában kezdődött Los Angelesben. A Los Angeles Waves kosárlabdacsarnok külső jeleneteit Glasgowban található OVO Hydro épületében vették fel. A forgatás során Brenda Song férje, Macaulay Culkin is ellátogatott a helyszínre, és úgy döntött, hogy háttérszereplőként feltűnik a jelenetekben. Mivel a forgatókönyvben szerepelt egy bekiabáló karakter, Culkin meghívást kapott, hogy ő játssza el ezt a szerepet.